# Episodi di Chicago Med (prima stagione)
La prima stagione della serie televisiva Chicago Med è stata trasmessa sul canale statunitense NBC dal 17 novembre 2015 al 17 maggio 2016.
In Italia la stagione è andata in onda dal 27 maggio al 22 luglio 2016 sul canale pay Premium Stories. In chiaro è trasmessa dal 1º agosto al 5 settembre 2017 su Italia 1.
| nº | Titolo originale | Titolo italiano          | Prima TV USA     | Prima TV Italia |
| -- | ---------------- | ------------------------ | ---------------- | --------------- |
| 1  | Derailed         | L'incidente              | 17 novembre 2015 | 27 maggio 2016  |
| 2  | iNO              | Una madre                | 24 novembre 2015 | 27 maggio 2016  |
| 3  | Fallback         | Piano di riserva         | 1º dicembre 2015 | 3 giugno 2016   |
| 4  | Mistaken         | Eroe per sbaglio         | 8 dicembre 2015  | 3 giugno 2016   |
| 5  | Malignant        | False verità             | 5 gennaio 2016   | 10 giugno 2016  |
| 6  | Bound            | Complicità               | 19 gennaio 2016  | 10 giugno 2016  |
| 7  | Saint            | I limiti della legge     | 26 gennaio 2016  | 17 giugno 2016  |
| 8  | Reunion          | La riunione              | 2 febbraio 2016  | 17 giugno 2016  |
| 9  | Choices          | Scelte                   | 9 febbraio 2016  | 24 giugno 2016  |
| 10 | Clarity          | Chiarezza                | 16 febbraio 2016 | 24 giugno 2016  |
| 11 | Intervention     | Un giorno da dimenticare | 23 febbraio 2016 | 1º luglio 2016  |
| 12 | Guilty           | Colpevole                | 29 marzo 2016    | 1º luglio 2016  |
| 13 | Us               | Noi                      | 5 aprile 2016    | 8 luglio 2016   |
| 14 | Hearts           | Problemi di cuore        | 19 aprile 2016   | 8 luglio 2016   |
| 15 | Inheritance      | L'eredità                | 27 aprile 2016   | 15 luglio 2016  |
| 16 | Disorder         | La commissione           | 3 maggio 2016    | 15 luglio 2016  |
| 17 | Withdrawal       | La fede nuziale          | 10 maggio 2016   | 22 luglio 2016  |
| 18 | Timing           | Tempismo                 | 17 maggio 2016   | 22 luglio 2016  |

## L'incidente

### Trama
L'inaugurazione del nuovo reparto d'urgenza del Chicago Med viene interrotta dall'arrivo dei feriti di un disastro ferroviario. A bordo della metropolitana si trova il nuovo traumatologo del Chicago Med, il dottor Connor Rhodes che dà le prime cure sul posto. Nonostante sia un bravissimo dottore, Connor Rhodes rimane subito antipatico alla maggior parte dei suoi nuovi colleghi per via del suo carattere diretto e saccente.

## Una madre

### Trama
I medici del Chicago Med si occupano del caso di una ragazza che ha partorito per strada, intervengono anche Roman e Burgess di Chicago PD per scoprire chi è la ragazza e come è successo tutto questo. Solo che al momento dell'interrogatorio scoprono che la ragazza è scappata dall'ospedale. In questo episodio avviene un diverbio tra Nathalie pediatra, vedova e incinta e Ethan Choi dottore in medicina d'urgenza.

## Piano di riserva

### Trama
Connor Rhodes si occupa di un uomo a cui è caduto addosso un lampadario conficcandosi dentro il corpo. Questo uomo è il fidanzato della figlia del famoso e ricco imprenditore Donald Rhodes il quale, oltre ad avere il famoso negozio di abbigliamento "Rhodes" ha finanziato la costruzione del Chicago Med. Inoltre è padre di Connor Rhodes, ma tra Connor e il padre non corre buon sangue. Infatti Donald Rhodes tenterà con ogni mezzo di impedire che il fidanzato di sua figlia venga operato da suo figlio Connor ritenendolo non adatto. L'operazione si farà e Connor salverà la vita del paziente. Ethan Choi si prende cure di un soldato delle forze speciali. Il dottor Halstead ha un interesse nei confronti di Nathalie, anche se lui non lo ammette e dice che è solo un'amica.

## Eroe per sbaglio

### Trama
L'episodio si apre con una sparatoria in un cinema affollato e all'ospedale arrivano molte persone che sono state schiacciate dalla folla, nel frattempo tutte le colleghe di Nathalie sostengono che tra lei e il dottor Halstead ci potrebbe essere dell'interesse, ma Nathalie nega dicendo che sono solo amici.

## False verità

### Trama
Episodio di cross over con Chicago Fire e Chicago PD. Chicago Fire finisce con Hermann accoltellato e Chicago Med continua con l arrivo di Hermann all'ospedale. In seguito a un incendio in un appartamento viene trasportata in ospedale una donna con un sacchetto di plastica in faccia, i dottori dopo un'accurata ricerca e dopo la morte di altre 2 donne in circostanze simili pensano che per tutte loro sia stato un omicidio e non suicidio e viene chiamata la polizia di Chicago PD. Hermann all'inizio sembra non migliorare e così il dottore Connor viene criticato dai colleghi di Hermann, perché sembra che Connor abbia pensato troppo a lungo invece di agire subito. Connor viene consolato da Samantha, chirurga del Chicago Med, la sua fidanzata di letto. Hermann uscirà dal coma e starà bene.
- Questo episodio continua un crossover con Chicago P.D. e Chicago Fire, che inizia nell'episodio "Cuore pulsante" e si conclude nell'episodio "Sono Dio."

## Complicità

### Trama
Tra Connor e Halstead ci sono varie discussioni in seguito a un'operazione su una ragazza che da segni di ibernazione ,la quale risulterà essere una clandestina. Shannon, la direttrice del Chicago Med cercherà di tutelare la ragazza, ma verrà espatriata nonostante sia ancora in gravi condizioni. Connor non prenderà bene questa situazione e ci sarà un confronto molto acceso tra lui e Shannon. Avverrà una commemorazione in ricordo della madre di Connor al Chicago Med, la quale si suicidò 20 anni prima dal tetto della loro casa di tre piani in seguito a una forte depressione, Connor aveva solo 10 anni,ma non ha dimenticato che fu per colpa di suo padre che lei si tolse la vita. Rhodes senior dona durante la serata un milione di dollari per il reparto di psichiatria che porta proprio il nome della moglie defunta. Nathalie si occupa di un bambino che scoprirà essere affetto da una malattia rara. Nathalie comincia a prepararsi per il parto con l'aiuto di Maggie e di Will. Arriva Ellen sua suocera che si accorge subito del forte legame che c'è tra Nathalie e Will e va a intimare a Will di stare lontano da Nathalie visto che è vedova solo da 7 mesi. Al momento del parto Nathalie ha dei problemi con il bimbo che sta per nascere e chiede la presenza di Will che però non si presenta. Il bimbo alla fine nascerà sano e verrà chiamato Owen che significa "guerriero".

## I limiti della legge

### Trama
Al Chicago Med si presentano dei feriti in seguito ad un incidente stradale causato da un pirata della strada scappato a bordo di un'auto rubata, naturalmente interviene la polizia con la presenza di Jay Halstead. In ospedale si presenta Christie, la ragazza che aspetta da ben 10 anni un trapianto del midollo, ma per un cavillo legale il trapianto rischia di non essere effettuato. Arrivano da Seattle i genitori di Nathalie e lei pensa ad un possibile ritorno a casa, causando una crisi di pianto di Hellen, la suocera perché si sente sola.

## La riunione

### Trama
Will e Nathalie, rientrata al lavoro dal congedo di maternità, si occupano di una bambina con un vari problemi clinici, il cui padre potrebbe averla riempita di farmaci. Alla fine i medici con l'aiuto del dottore Charles decidono di chiamare l'assistenza sociale. Ethan diagnostica a un vecchio commilitone un cancro al colon, verrà operato e alla fine verrà portato alla riunione dei vecchi soldati. Lì Ethan fa amicizia con la dottoressa che aveva in cura prima di lui il vecchio commilitone. Sarah e April si prendono cura di una paziente ubriaca, nel frattempo Sarah inizia una relazione con Joey, lo scienziato dell'ospedale. Connor sembra catturare l’attenzione di un famoso chirurgo che si prepara ad operare un principe saudita.

## Scelte

### Trama
Will e Nathalie assistono una paziente, Jennifer Baker, che da anni lotta contro il cancro nonostante numerose terapie. Will spera di poter inserire la paziente in un programma sperimentale grazie all’aiuto di Zoe, e la salva da una crisi nonostante la donna avesse espresso la volontà di non essere rianimata in caso di perdita di conoscenza. La famiglia Baker intraprende un’azione legale contro Will e contro l’ospedale, scatenando la reazione di Nathalie che litiga con Will e della signora Goodwin che intende sospendere Will dal servizio. A fine turno Will affranto per come sono andate le cose accetta di uscire con Zoe, l'agente farmaceutica. Intanto Ethan fa i conti con il proprio passato e si sfoga con il dottor Charles chiedendo alla fine aiuto. Connor viene scelto dal dottor Downey come assistente, ma lui rifiuta, quando il dottor Downey ha un incidente e Connor scopre che ha un tumore al fegato e ha poco tempo per vivere quindi decide di essere il suo assistente.

## Chiarezza

### Trama
Will è sotto osservazione da parte dell'ospedale per via dell'azione legale della famiglia Baker e rischia il licenziamento. Uno sportivo diciassettenne, figlio di un campione di hockey, viene affidato al dottor Choi e a Sarah, con la consulenza psichiatrica del dottor Charles. Il ragazzo è evidentemente vittima delle ambizioni del padre, e questo scatena la reazione di Ethan. Connor assiste il dottor Downey durante un trapianto di polmoni, e il cardiochirurgo ripone grandi speranze nel dottor Rhodes. Nathalie e Will litigano per via di un paziente,ma,in realtà Will è arrabbiato per l'azione legale nei suoi confronti. Zoe si rende conto che Will è innamorato di Nathalie e si mette da parte. Al termine dell’episodio, Will va da Nathalie a chiederle scusa per il suo comportamento e quando lei chiede spiegazione del perché, lui le risponde se non l’ha ancora capito e lei risponde di no, quindi Will la bacia e se ne va. Nathalie, allora, capisce che Will è innamorato di lei da un bel po' di tempo. Ethan racconta a Vicky, la dottoressa della marina, la sua ragazza, i problemi che ha del suo passato.

## Un giorno da dimenticare

### Trama
Ethan deve affrontare un dilemma morale quando un paziente vuole far rimuovere il dispositivo che permette al suo cuore di funzionare. Will ha ancora problemi con la paziente che ha sottoposto, per il suo bene, a una sperimentazione clinica. Sarah viene a conoscenza di errori commessi da un medico privato che lavora anche al Chicago Med. Will e Nathalie sono imbarazzati dopo che Will l'ha baciata a sorpresa, ma riescono a parlare e dopo che Will le dichiara il suo amore lei dice che non è ancora pronta, ma non vuole perderlo. intanto loro due insieme curano una ragazzina con una grave infezione batterica. April scopre che il fratello Noah, che vuole diventare medico ha commesso un grave errore e lo denuncia al suo superiore.

## Colpevole

### Trama
Una poliziotta arresta Maggie per essersi opposta a prelevare del sangue da un paziente responsabile di un incidente per probabile guida in stato di ebbrezza. Il paziente doveva essere operato subito e la poliziotta ha arrestato Maggie perché ha dato priorità al paziente e non alla poliziotta. Shannon, la direttrice va a parlare con Voight di Chicago PD, ma lui non può rilasciare Maggie senza un regolare processo. Alla fine dell'episodio Maggie viene rilasciata ricevendo delle scuse da parte di Connor perché come medico doveva esserci lui al posto di Maggie in carcere. Nathalie crede che la madre di una paziente neonata abbia percosso la sua bambina chiama gli assistenti sociali,ma in realtà si è sbagliata, così fa arrabbiare Shannon. Inoltre la direttrice ha un altro grattacapo: il dottor Charles decide di tenere un paziente contro la sua volontà sostenendo che abbia provato a suicidarsi e fa causa all'ospedale. Alla fine il dottor Charles risulterà di avere ragione. Will chiede a Connor di poter accedere con il suo codice per visionare la cartella di Jennifer Baker, scoprendo così che la donna sta assumendo al posto dei farmaci dei placebo rischiando di morire. Ne parla con Zoe, l'unica in grado di aiutarlo, ma riceve un netto rifiuto. Connor e Will litigano furiosamente dentro l'ascensore per questa cosa.

## Noi

### Trama
Nathalie è alle prese con un giovane paziente che ha ingoiato due magneti e rischia danni irreparabili allo stomaco. Come se non bastasse sua suocera le parla del battesimo di Owen, ma lei è atea e non sa che fare, nonostante Will vorrebbe aiutarla a far sì che il battesimo sia cattolico, lei decide di battezzare Owen nella cappella dell'ospedale davanti ai suoi colleghi/amici dell'ospedale. Reese è in ansia per i risultati che le daranno e che tracceranno le sorti della sua carriera e della sua vita:alla fine verrà presa a patologia, ma alla fine si rende conto che non era quello che voleva. Il dottor Charles vede arrivare un paziente che ha tentato di tagliarsi un braccio, perché non ne riconosce fisicamente l’appartenenza. Proverà ad aiutarlo in tutti i modi, ma alla fine, il paziente, troverà il modo di farselo amputare. Infine una donna con una profonda ferita alla testa viene dichiarata clinicamente morta. Il marito richiede l’asportazione degli ovuli per poter comunque avere un figlio da lei. Will scopre che la donna aveva una spirale e consiglia di fermare l’intervento, perché ne deduce che la donna, in realtà, non desiderasse un figlio, malgrado le convinzioni del marito, che, però, deciderà di procedere. La signora Baker muore a casa qualche giorno dopo essere dimessa dall'ospedale, Will va al funerale e alla fine il marito della donna lo ringrazia per averle allungato la vita.Will parla con suo fratello che cerca di tirarlo su.

## Problemi di cuore

### Trama
Nathalie chiede al dottor Charles di incontrare una famiglia con un segreto agghiacciante:  Il dottore scoprirà che il figlio più grande che ha solo 10 anni ha un problema comportamentale e fa del male al fratellino e pure alla mamma. Ethan si sforza di aiutare un veterano che ha uno snervante problema con il cuore, lo aiuterà la sua fidanzata Vichy. Sarah subisce una serie di attacchi di vertigini legati allo stress perché capisce che patologia non è il suo obbiettivo, vuole stare al pronto soccorso,ma il capo dell'ospedale Shannon le dice che non si può più cambiare la specializzazione.

## L'eredità

### Trama
Vecchie rivalità tornano alla luce quando Will cura un compagno di liceo.  Il dottor Choi si occupa di una donna incinta che sta avendo le contrazioni a sole 32 settimane di gravidanza. È una senzatetto con due figli, ed è una madre surrogata, quindi non può partorire prima che nasca il figlio altrimenti non verrà pagata. L’ospedale contatta l’agenzia di maternità surrogata, poiché la donna acconsente ai medici di operarla. Il contratto non le permette di ricevere un bonus se il bambino non viene adottato, e i genitori non vogliono adottare un bambino prematuro. Nathalie chiede aiuto al Dottor Charles per aiutare un’adolescente figlia di un tossicodipendente, che rifiuta farmaci antidolorifici per un grave disturbo addominale…April esce insieme ad un giocatore di football, Tate, un ragazzo padre, conosciuto in ospedale, Sono a una festa, quando vede suo fratello Noah che somministra agli amici di Tate delle flebo e lei disgustata se ne va lasciando Tate in asso. poi però ci ripensa perché tiene molto a Tate ed è arrabbiata solo con suo fratello. La sorella di Connor lo cerca da settimane per un riavvicinamento, ma Connor invece la evita. Alla fine dell'episodio lui la va a cercare nel negozio di famiglia e le chiede di andare a cena insieme.

## La commissione

### Trama
Al Chicago Med arriva d’urgenza una coppia. La donna, Laura, afferma di essere una neurologa, e spiega ai medici che suo marito è affetto da “Demenza da corpi di Lewy”. Dalla cartella clinica risulta inoltre che, anni prima, l’uomo si è sottoposto a un intervento di quadruplo bypass. Grazie a un’intuizione del dottor Charles, Laura scopre di aver commesso un errore (è stata lei a formulare la diagnosi di suo marito), e che l’uomo ha in realtà una disfunzione ormonale. Nel frattempo, in ospedale arriva la commissione per l’accreditamento sanitario, che valuterà gli standard della struttura. Alla fine la commissione valuterà l'ospedale positivamente. Nathalie e Sarah controllano una donna che è stata morsa al braccio dal suo cane che di solito è molto tranquillo. Le somministrano un’antitetanica e antibiotici, ma la donna ha la febbre e continua a grattarsi. Deve restare in ospedale ancora per un po’, ma ha lasciato il cane da un’amica molto occupata, e questa infatti si presenta in Pronto Soccorso e lascia il bull dog a Sarah senza troppe spiegazioni. Halstead, che deve controllare che tutto vada secondo le regole, ed è dietro alla commissione l’avverte subito di portare l’animale fuori. A fine turno, Nathalie chiede alla Goodwin di poter lasciare una buona parola per Will, che in questo giorno di controlli si è comportato egregiamente, spronando tutti a seguire le regole. Will è un grande medico e farebbe qualsiasi cosa per il Chicago Med, e non dovrebbe essere costretto a cercare lavoro in altri ospedali solo perché il capo chirurgo ce l’ha con lui. Sharon è contenta che finalmente Nathalie abbia cambiato opinione su Will, ma la decisione finale non spetta a lei.

## La fede nuziale

### Trama
April e Will hanno uno scontro per il trattamento di un paziente alcolista perché sono in disaccordo su quale sia il giusto trattamento per lui, mentre Nathalie è disperata dopo aver perso la fede nuziale e avrà la "sindrome dal cuore spezzato", un dolore molto simili ad un infarto. Nonostante Will sarà come al solito al suo fianco sarà la suocera ad aiutare Nathalie che la convince ad andare avanti con la propria vita. A fine episodio, infatti vediamo Nathalie che lascerà la sua fede nella terra della tomba del marito. Intanto, Sarah ed il dottor Charles prendono in cura due signore anziane di una casa di riposo che hanno la gonorrea, che ambedue hanno preso da un signore molto attivo sessualmente nella casa di riposo. Will ha ricevuto un’offerta di lavoro in California e, ovviamente, non è molto contento, perché spera di rimanere al Chicago Med, anche perché si sta comportando bene, rispetta le regole e le fa rispettare agli altri. Il Dottor Choi è di nuovo solo, Vicky è andata via per qualche mese per lavoro e così Ethan si sta prendendo cura a casa sua di un pappagallo.

## Tempismo

### Trama
Il dottor Dawney arriva in ospedale con l'ambulanza, viene operato d'urgenza da Connor di nuovo al fegato,ma scopre che il tumore si è esteso al cervello e non è curabile. Il dottor Dawney allora chiede a Connor di fargli l'eutanasia, ma lui non è d'accordo. Si vedrà un coinvolgimento emotivo di Connor nei confronti del dottor Dawney e dopo essersi ringraziati a vicenda Connor esce dalla sua stanza e Dawney muore, quindi si suppone che Connor abbia praticato l'eutanasia, ma questo con certezza non lo possiamo sapere perché non si è visto niente di tutto ciò. Will riceve la lettera in cui il Chicago Med lo vuole come dottore a tempo indeterminato. Sarah si laurea, ma alla fine decide di rinunciare al praticantato in patologia perché non è quello che vuole, il problema è che si ritrova senza un'occupazione. April riceve una notizia sconvolgente, ha preso la tubercolosi mentre la signora Shannon scopre che il marito l'ha abbandonata ed per lei questo è un vero e proprio shock. Arriva un nuovo personaggio Jeff Clarke ex pompiere di Chicago fire che fa il tirocinio per diventare dottore. La più contenta del suo arrivo è Nathalie, il suo defunto marito era un grande amico di Jeff e Will si accorge subito che tra quei due c'è subito intesa. A fine episodio vediamo che Connor ha preso qualche giorno di ferie ed è andato alle Hawaii a spargere le cenere in mare del dottor Dawney.